# Пшемикув
Пшемикув (пол. Przemyków) — село в Польщі, у гміні Кошиці Прошовицького повіту Малопольського воєводства.
Населення — 451 особа (2011).

## Демографія
Демографічна структура станом на 31 березня 2011 року:
|          | Загалом | Допрацездатний вік | Працездатний вік | Постпрацездатний вік |
| -------- | ------- | ------------------ | ---------------- | -------------------- |
| Чоловіки | 211     | 34                 | 127              | 50                   |
| Жінки    | 240     | 43                 | 119              | 78                   |
| Разом    | 451     | 77                 | 246              | 128                  |